# Fivelboezem
De Fivelboezem was de verwijde monding van de rivier Fivel in het noordoosten van de provincie Groningen (provincie). Vanaf de twaalfde eeuw is dit gebied geleidelijk aan bedijkt.

## Het ontstaan van de Fivelboezem
Het kustgebied van de provincie Groningen kent een lange geschiedenis van overstromingen, aanslibbingen en bedijkingen. De bodem bestaat uit klei- en zandlagen afgezet in perioden van zeespiegelstijgingen na de IJstijd (8000-5000 jaar geleden). In de periode van zeespiegelstijgingen was er sprake van transgressie en regressie, waardoor opbouw en afbraak elkaar in dit kustgebied afwisselden. Bepalend voor de geologische ontwikkeling in het Holoceen was het reliëf dat in het Pleistoceen tot stand was gekomen. Tussen Baflo en Delfzijl bevond zich een laag gelegen gebied, van oorsprong een glaciaal tongbekken. In deze laagte ontwikkelde zich de oer-Fivelboezem (Griede en Roeleveld, 1982, 440).

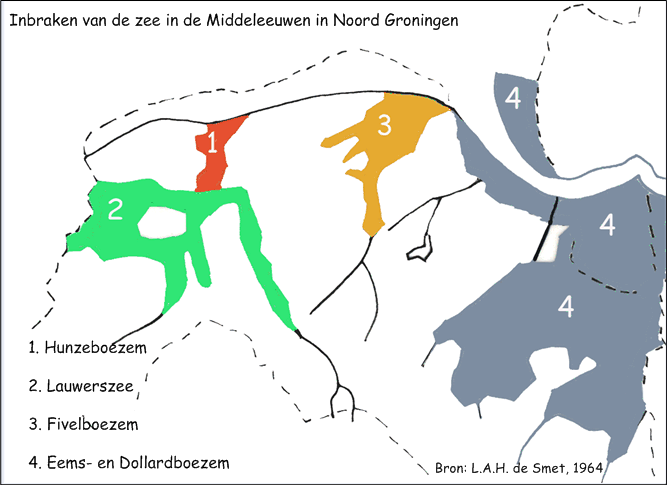
Middeleeuwse landinbraken in de provincie Groningen tussen 300 en 1600)

Behalve door de Fivel werden ook door de Lauwers, de Hunze en de Eems in het Groninger kustgebied inhammen gevormd. De eerste transgressiefase in het Subatlanticum begon ongeveer 3500 jaar geleden. Rond 2600 voor Chr. trok de zee zich weer terug en er vormde zich in het kustgebied onder andere een zone met hoog opgeslibde kweldergronden. Het kwelderland werd door een brede moeraszone gescheiden van de zuidelijker gelegen zandgronden (Hacquebord en Hempenius, 1990, 24). Bovendien ontwikkelden zich langs de kust relatief hoge kwelderwallen. Een en ander betekende wel dat de afwatering van het achterliggende gebied moeizamer verliep.
In de periode 300-800 na Chr. nam het aantal overstromingen weer toe. De bestaande riviermondingen werden geleidelijk verwijd tot brede estuaria. Het zeewater kwam tot ver achter de kwelderwallen en zette in een brede strook zware knipklei af. Griede en Roeleveld (182, 450) beschouwen dit als seizoenafzettingen ontstaan tijdens de vele overstromingen in de winterperiode.
Na een periode van rust volgde de zogenaamde laat-Middeleeuwse transgressiefase die tot de 16e eeuw heeft geduurd. In deze periode werden door de Lauwers, de Fivel en de
Eems grote binnenzeeën gevormd. In die periode bereikte de Fivelboezem de grootste omvang. Vanaf de 11-12e eeuw begon ook het proces van dichtslibben. Achter de kwelderwal van Usquert-Uithuizermeeden-Roodeschool bezonk het slib in de luwte van het stromende water. De Fivelmonding verplaatste zich in noordoostelijke richting. Door de grotere stroomsnelheid kon het grovere (zandiger) slib afgezet worden waar nu het dorp 't Zandt ligt.

## De begrenzing

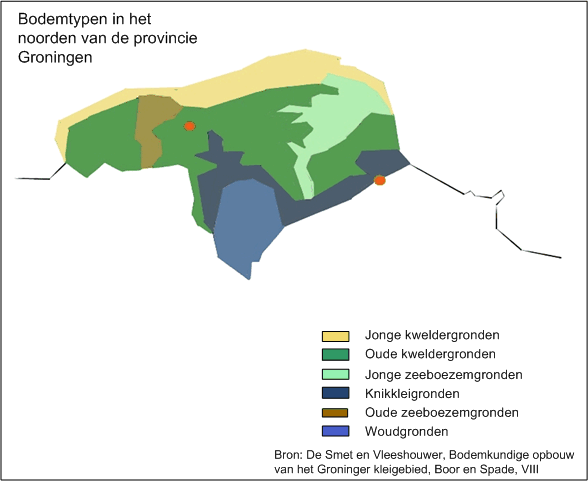
Bodemkaart van Noord-Groningen

De exacte begrenzing van de Fivelboezem is moeilijk vast te stellen. Volgens Rietema (1914) lag de oudste dijk aan de westzijde van de Fivelboezem langs een lijn van Usquert via Kantens en Middelstum naar Winneweer. Deze dijk lag voor een groot deel op een oude noord-zuid verlopende kwelderwal. Men had de dijk daar vermoedelijk aangelegd uit voorzorg, omdat oostelijk ervan een uitgestrekt kweldergebied lag, dat nog regelmatig onder invloed van eb en vloed verkeerde. Door het heersende stromingspatroon groeide evenwel de noordelijke kwelderwal bij Usquert gestaag in oostelijk richting. Daardoor kon het kweldergebied ten zuiden ervan relatief snel aangroeien. In de loop van de 13e en de 14e eeuw was de noordelijke kwelderwal aangegroeid tot waar nu Uithuizermeeden ligt.
Dit alles betekende dat de feitelijke omvang van de Fivelboezem omstreeks 1000 al beperkt was tot het gebied waar nu op de bodemkaart de jonge zeeboezemgronden worden aangegeven.
Aan de oostzijde liep de oudste dijk van de Fivelboezem van Winneweer naar Zeerijp en Godlinze en vervolgens langs Losdorp naar Spijk.

## De bedijkingen

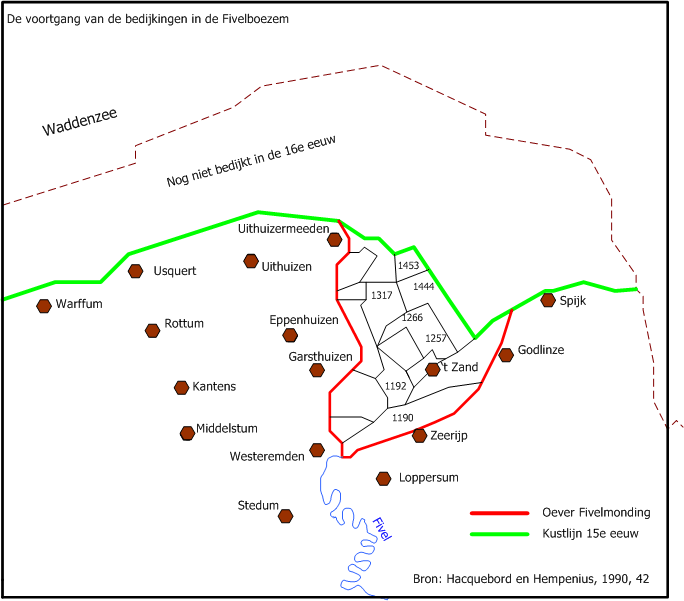
Het verloop van de bedijkingen in de Fivelboezem

Toen in 1213 het Norbertijner klooster Bloemhof in Wittewierum werd gesticht, was het proces van dichtslibben van de Fivelmonding al een eind gevorderd. De aanslibbing en de aanleg van de eerste dijken maakten de afwatering van het meer landinwaarts lager gelegen gebied problematisch. Ter verbetering groef men de Delf. Dit kanaal liep van de Fivel bij Ten Post naar Appingedam en vandaar naar de Eems (het huidige Damsterdiep). Op deze plek ontstond in de 13e eeuw Delfzijl. Op deze manier kon het water van het Woldgebied tussen Bedum en Slochteren worden afgevoerd.
Kort na de stichting van het klooster Bloemhof gingen de kloosterlingen zich actief met de waterstaatsorganisatie bemoeien. Vanuit het voorwerk bij ’t Zand werd het gebied van de Fivelboezem verder bedijkt. In 1257 kwam de Korendijk, in 1266 de Voorwerksterdijk en in 1317 de Zijldijk tussen Oosternieland en het Zandstervoorwerk tot stand (Hacquebord en Hempenius, 1990). Omstreeks 1450 was de bedijking opgeschoven tot Kolhol. Hoewel de aanslibbing na 1500 doorging, werd er niet meer binnengedijkt. Eerst na de Kerstvloed van 1717 waarbij in vrijwel alle Groninger kustdijken gaten werden geslagen, werd er meer systematisch aandacht geschonken aan de kwaliteit van de dijken (als eerste door Thomas van Seeratt (1676-1736), commies-provinciaal van de provincie Groningen). In 1718 werd de Middendijk aangelegd. Daarmee was de bedijking van de Fivelboezem voltooid.